# Oratorio del Santissimo Rosario (Palmi)
L'oratorio del Santissimo Rosario è un luogo di culto cattolico di Palmi. L'edificio è ubicato nel centro storico cittadino e prospetta sulla via Antonio Gramsci. Chiamato anche chiesa dell'Adorazione, poiché utilizzato per l'adorazione eucaristica, l'oratorio è sede dell'Arciconfraternita del Santissimo Rosario di Pompei e della Sacra Lettera.

## Storia
Non si conosce la data di fondazione del primo luogo di culto.

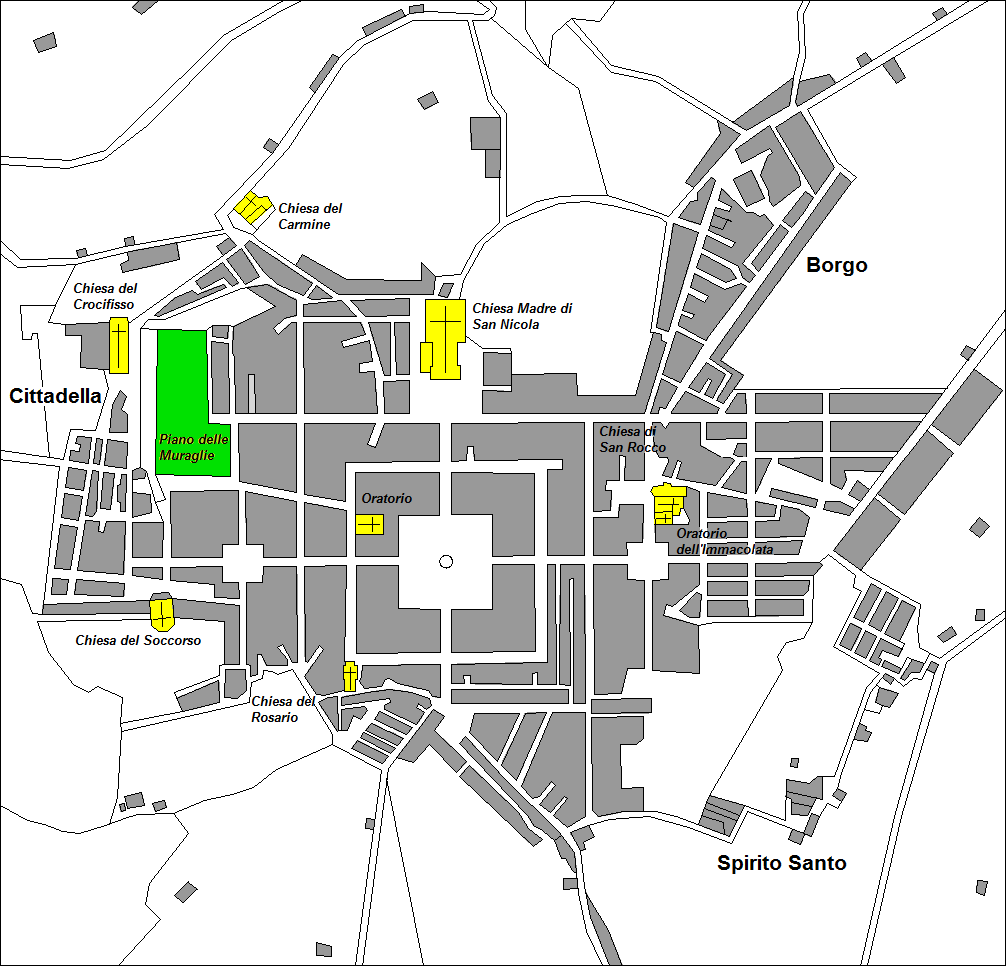
Localizzazione dell'oratorio nella pianta ottocentesca di Palmi.

Il terremoto del 1783 distrusse l'oratorio, che risultava contiguo alla chiesa parrocchiale della Madonna del Rosario.

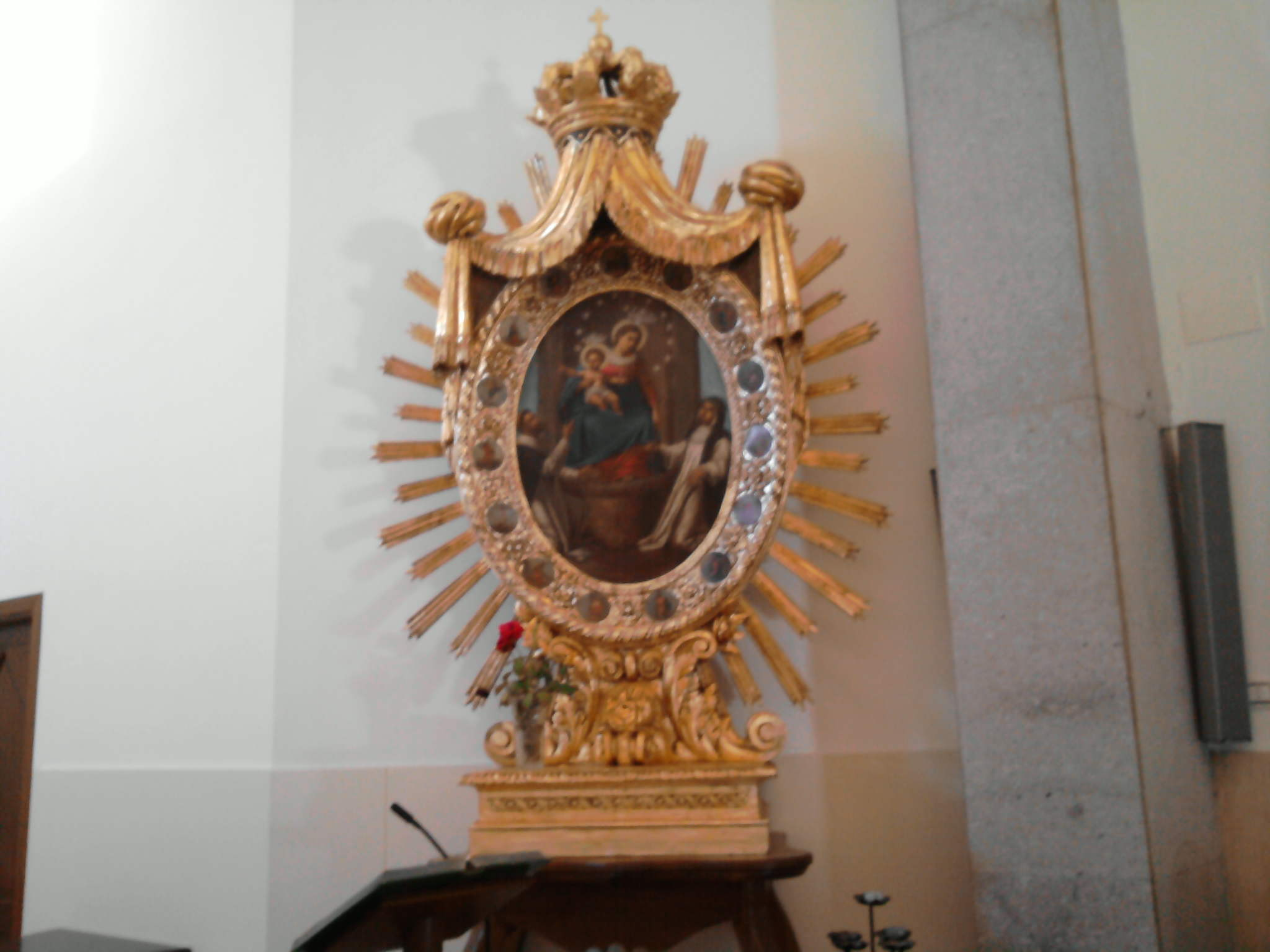
Il dipinto della Madonna del Rosario venerato nell'oratorio.

Nell'edificio del XIX secolo vi era un altare maggiore in marmo policromo di ottimo stile, conservato attualmente nella sacrestia della chiesa del Santissimo Crocifisso. Nel pavimento, in quadrone di marmo bianco, vi erano lapidi delle tombe delle famiglie palmesi (tutte interrate e sepolte durante i lavori di ricostruzione dell'attuale edificio) e la cripta, anch'essa di pregio, che sembra fosse ornata di affreschi. Anticamente questo luogo di culto era chiamato dal popolo palmese anche con il termine di «u Rosarieddhru» (il Rosarietto), per distinguerlo dalla chiesa della Madonna del Rosario.
L'oratorio fu tra le chiese cittadine che riportarono maggiori danni nel terremoto del 1894. A causa dell'evento sismico il luogo di culto perse la facciata, il campanile e la volta dell'abside oltre a due stupendi quadri su tela che rappresentavano uno l'Assunzione di Maria Vergine e l'altro la Santissima Trinità. Nell'oratorio era custodita una lapide con un'iscrizione e lo stemma della famiglia Grassi, ivi portata dalla chiesa di san Sebastiano dal canonico Cotronei. 
Ulteriori danni furono provocati dal terremoto del 1908.
L'oratorio, nonostante fosse compreso nei limiti parrocchiali della chiesa di Maria Santissima del Soccorso divenne, nel 1919, sede provvisoria della parrocchia del Rosario in quanto, in quell'anno, un ciclone si abbatté sulla città di Palmi recando danni all'antica chiesa del Rosario, al punto da far interdire definitivamente l'edificio. La parrocchia ebbe la sua sede nell'oratorio fino al 1937, quando mons. Paolo Albera, vescovo della diocesi di Mileto, conferì la titolarità della parrocchia del Rosario alla nuova chiesa di san Francesco da Paola, sorta quell'anno in un'altra zona della città.
L'attuale luogo di culto fu ricostruito, nel 1966, nello stesso sito del vecchio edificio.
Nel 1979 il luogo di culto e tutta la città di Palmi passarono dalla giurisdizione della diocesi di Mileto a quella nuova di Oppido Mamertina-Palmi.
Nel periodo tra il 2008 e il 2009 l'oratorio fu integralmente ristrutturato con la rimozione del vecchio altare, al cui posto vi è ora una vetrata artistica con il tabernacolo e l'inserimento di nuova mensa, ambone e sedute.
Il 3 febbraio 2013 la facciata dell'oratorio è stata danneggiata da un incendio. Successivamente a tale evento si è provveduto alla rimessa in pristino delle parti danneggiate.

## Descrizione

### Esterno
La facciata dell'oratorio è di forma rettangolare e presenta una zoccolatura in travertino che si sviluppa per tutta la larghezza della stessa, dalla quale si innalzano alle estremità due colonne. Centralmente invece si apre il portone d'ingresso, in arretrato rispetto alla facciata, sovrastato da un altorilievo in bronzo rappresentante l'Annunciazione, opera dell'artista palmese Antonio Badolati. Sia il portone che l'altorilievo sono delimitati da lesene. La facciata è conclusa alla sommità da una cornice orizzontale aggettante.

### Interno

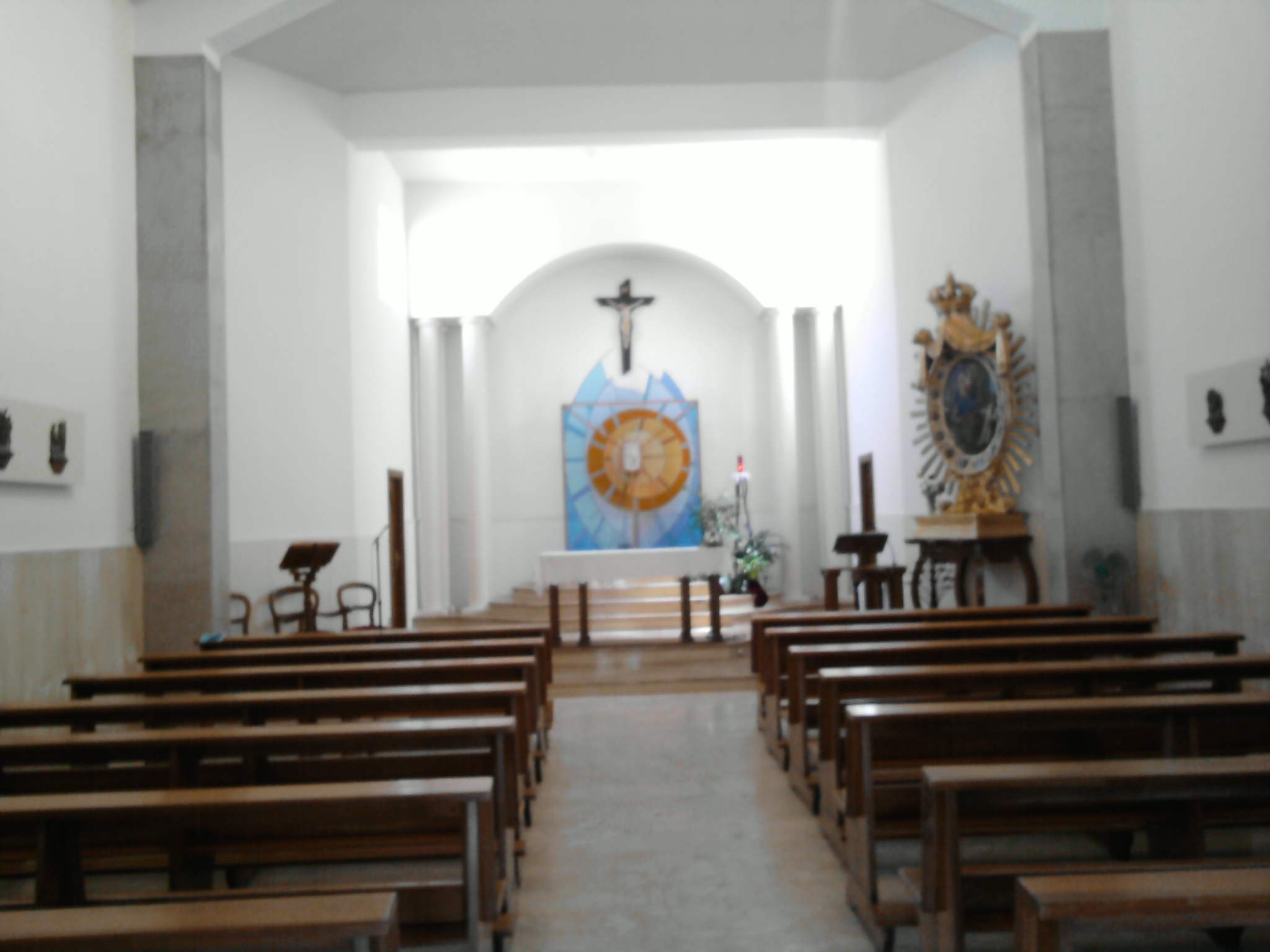
L'interno dell'oratorio.

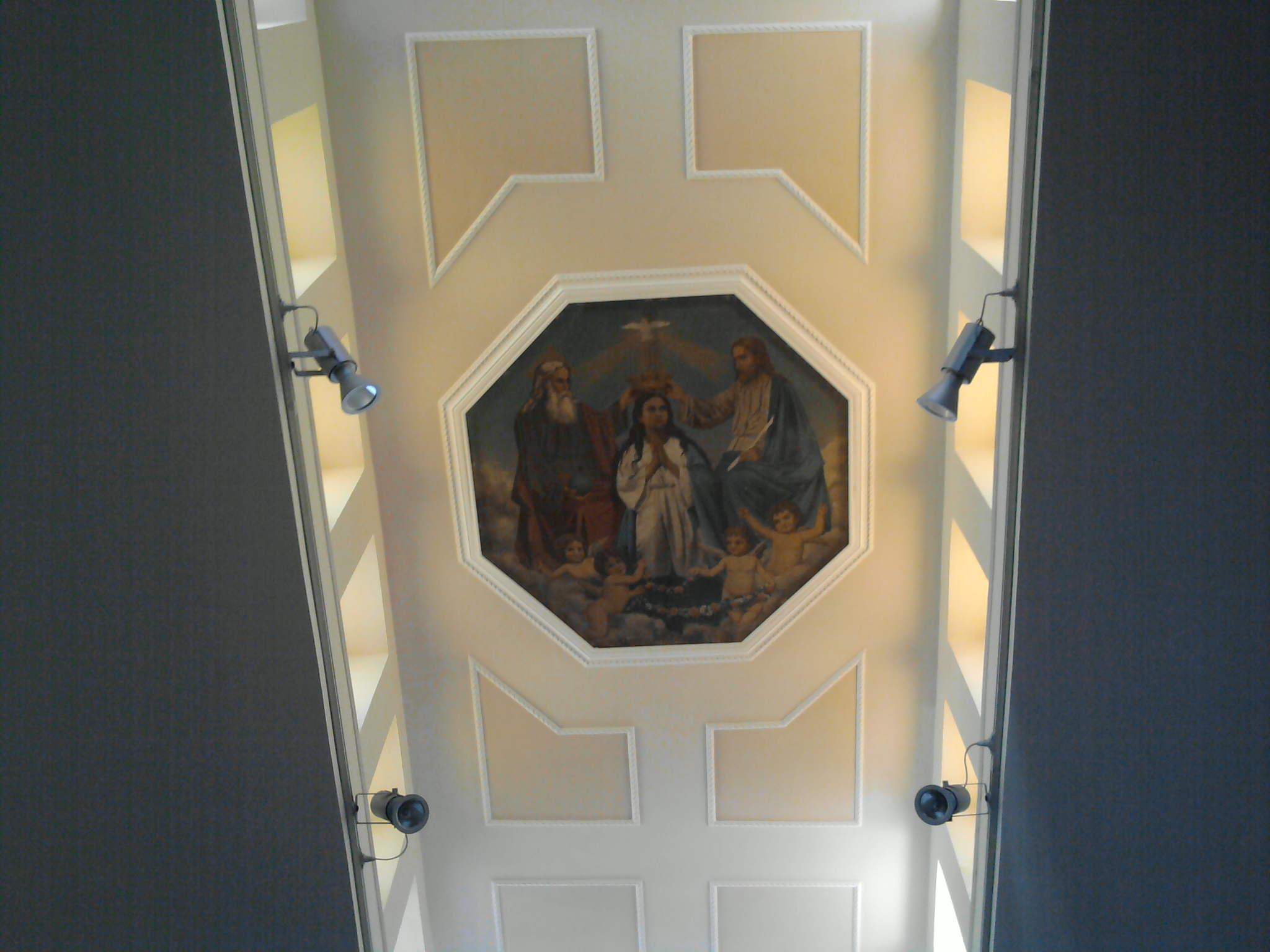
Il soffitto con l'affresco della Madonna incoronata dalla Trinità e angeli.

Al suo interno l'oratorio è formato da una sola navata a pianta poligonale, che corrisponde sia all'aula che al presbiterio, rialzato di un gradino rispetto al resto dell'edificio e che si conclude con una parete di fondo trapezoidale.
Nella controfacciata è posta, in corrispondenza dell'ingresso, una bussola.
Le pareti laterali risultano scandite solamente dalla struttura portante e presentano, su entrambi i lati, porte d'accesso alla sacrestia e ai locali annessi al luogo di culto. Addossata alla parete destra è inoltre collocato un dipinto in olio su tela della Madonna del Rosario.
La parete di fondo, di forma irregolare, è delimitata da due gruppi di quattro colonne scanalate, che sorreggono un arco a sesto ribassato. Al loro interno è posta una vetrata artistica (2009), al cui centro è collocato il tabernacolo, sormontata da un piccolo Crocifisso in legno dipinto affisso alla parete. Di fronte è collocata una mensa lignea, mentre ai lati vi sono un ambone e le sedute per il clero, anch'essi in legno (2009).
Il soffitto dell'oratorio presenta una copertura in cemento armato, piana sopra il presbiterio ed inclinata sopra l'aula. Questa porzione di copertura risulta realizzata su due livelli, con la parte centrale soprelevata e suddivisa in specchiature da cornicette di gesso. Nella parte sopraelevata è presente un affresco raffigurante la Madonna incoronata dalla Trinità e angeli (XX secolo).
La pavimentazione è invece formata da lastre di marmo beige.

## Titoli
- Chiesa sussidiaria. Il luogo di culto appartiene alla Parrocchia di Maria Santissima del Soccorso.[5]

Inoltre l'oratorio è la sede dell'Arciconfraternita del Santissimo Rosario di Pompei e della Sacra Lettera (fin dal 1919) ed il precedente luogo di culto assolse temporaneamente anche le funzioni di sede della Parrocchia di Maria Santissima del Rosario (nel periodo compreso tra il 1919 ed il 1937).

### Esplicative
1. ↑  Achille Cofano - Giuseppe Cricrì "Un nuovo volto per le antiche Chiese di San Rocco e Maria SS. del Rosario in Palmi. 2008. Pag. 7.
2. ↑  Achille Cofano, Giuseppe Cricrì, "Un nuovo volto per le antiche Chiese di san Rocco e Maria SS. del Rosario in Palmi" - 2008
3. ↑  La parrocchia funzionò autonomamente nell'oratorio fino al 1º dicembre 1928. Dal 1929 al 1937, pur restando la sede nell'oratorio, la parrocchia venne affidata in reggenza al parroco del Soccorso.

### Bibliografiche
1. 1 2 3 4 5 6 7 8 9 10 11 12 13 14 15 16 17 18 19 20 21 22   Oratorio del Santissimo Rosario <Palmi>, su Le chiese delle diocesi italiane, Conferenza Episcopale Italiana. URL consultato il 18 settembre 2016.
2. 1 2 3   La voce del Tirreno, 5 marzo 2009 anno 3 n. 3 (PDF), su lavocedeltirreno.it. URL consultato il 24 settembre 2016 (archiviato dall'url originale il 24 febbraio 2013).
3. ↑  Calogero, pag. 10.
4. ↑   pag. 1361 (PDF), su vatican.va. URL consultato il 4 marzo 2013.
5. ↑  BeWeB.
6. ↑   Arciconfraternita del SS. Rosario di Pompei e della Sacra Lettera, su confraternite.it. URL consultato il 3 agosto 2020.